# Исмоилиён Комрон Исмоилзода

## Биография
Исмоилиён Комрон Исмоилзода родился 8 января 1985 года в Республике Таджикистан.
Женат, имеет 4-х детей.
В 2007 году окончил Таджикский государственный университет права, бизнеса и политики по специальности юриспруденция.
Партийность - член Народно-демократической партии Таджикистана.
Трудовая деятельность:
Работать начал в июне 2007 года главным инспектором государственного отдела страхования Ганчинского района (ныне Деваштич).
С декабря 2007 года по май 2011 год был юристом в ЗАО «Вавилон-Мобайл» в городе Душанбе.
С августа 2011 по сентябрь 2014 года – преподаватель права в СОУ №16 района Деваштич;
-с сентября 2012 по август 2014 – учитель по физической культуре и по истории в СОУ №1;
-с августа 2013 по декабрь 2014 – юрист государственного управления мелиорации и ирригации «Чашмасор»;
-с декабря 2011 по апрель 2015 – начальник отдела по работе с молодёжью ИК НДПТ в районе Деваштич, глава ПМОО «Созандагони Ватан»;
-с октября 2017 по апрель 2021 – учредитель Общественной Молодёжной Организации «Созидатели Родины»;
-с апреля 2015 по апрель 2021 года – председатель Исполнительного комитета Народной Демократической Партии Таджикистана в районе Деваштич.
Являлся депутатом Маджлиса народных депутатов района Деваштич (VI-го созыва), депутатом Маджлиса Ганчинского Городского джамоата (III-го созыва).
С апреля 2021 года по сей день – депутат Маджлиси намояндагон Маджлиси Оли Республики Таджикистан (VI созыва) (Комитет по энергетике, промышленности, строительству и коммуникации).
С марта 2023 года по сей день – соискатель кафедры административного и финансового права юридического факультета Академии государственного управления при Президенте Республики Таджикистан.